# Mord in bester Gesellschaft (Fernsehfilm)
Mord in bester Gesellschaft ist ein österreichischer Fernsehfilm von Peter Sämann aus dem Filmjahr 2007. Es handelt sich um den Pilotfilm der gleichnamigen Kriminalfilmreihe mit Fritz Wepper als Psychiater Wendelin Winter in der Hauptrolle und Weppers Tochter Sophie, die Winters Tochter Alexandra spielt. Die Haupt-Gastrollen dieser Folge sind besetzt mit Sonja Kirchberger, Armin Rohde, Nicole Beutler, Michael Greiling, Merab Ninidze, Horst Günter Marx und Oliver Tobias.

## Handlung
Psychiater Wendelin Winter reist mit seiner Tochter Alexandra nach Gran Canaria. Dort ist der deutsche Makler Marquardt Gastgeber einer Party, zu der auch Winter geht. Am nächsten Tag ist der Makler tot. Winter findet den Toten und unterstützt Kommissar Costa-Cruz bei seinen Ermittlungen. Fast jeder hat ein Motiv: Autoverleiher Bilfinger schuldete dem Toten Geld. Notar Mendez hatte Streit mit Marquardt. Der Bruder Dieter hasste ihn. Und Freundin Sonja wurde von ihm zuvor angebrüllt. Die hübsche deutsche Ärztin Katharina weiß außerdem, dass Marquardt unheilbar krank war.
Kurz darauf werden Dieter und Mendez ermordet. Winter besucht nun Sonja auf ihrem Boot. Dabei entdeckt Winter, dass Sonja einen blauen Schal trägt. In einer plötzlichen Rückblende erinnert sich Winter, dass er in der Faust des Toten Fransen eines blauen Schals fand. Sonja gesteht die Morde an den Brüdern und dem Anwalt. Enttäuscht erfährt sie, dass Marquard ohnehin bald gestorben wäre und sie alles geerbt hätte. Sonja wird wütend und will Wendelin mit einem Messer töten, doch ihr Schal verfängt sich im Anker-Getriebe und sie erdrosselt sich selbst.

## Produktion
Für Mord in bester Gesellschaft wurde vom 3. Februar bis zum 10. April 2006 an Schauplätzen auf Gran Canaria gedreht.
Produziert wurde Mord in bester Gesellschaft von der österreichischen Lisa Film GmbH.
Die Erstausstrahlung des Films fand am Donnerstag, den 22. Februar 2007 im Programm der ARD Das Erste statt.

## Kritik
Die Kritiker der Fernsehzeitschrift TV Spielfilm gaben dem Film eine mittlere Wertung, der Daumen zeigte zur Seite. Die Rede war von einem „holprige[n] Start einer brav-biederen Krimireihe mit bislang zehn Fällen“. Fazit: „Wenig plausible Story, hübsche Urlaubsbilder.“